# Società Trevigiana Apparecchi Riscaldamento
STAR - S.p.a. Società Trevigiana Apparecchi Riscaldamento, nota semplicemente come STAR, è stata un'azienda italiana produttrice di elettrodomestici da incasso con sede e stabilimento a Refrontolo, in provincia di Treviso. Faceva parte della Merloni Elettrodomestici di Fabriano, da cui è stata assorbita nel 2003.

## Storia
La ditta fu fondata come società in nome collettivo a Refrontolo, in provincia di Treviso, nel 1972, su iniziativa dei signori Giovanni Michieli ed Enzo Inzaghi, e si specializzò fin dall'inizio delle sue attività nella produzione di elettrodomestici da incasso come cucine, piani cottura, forni, cappe, lavelli appoggio e incasso per uso domestico, e cucine a legna, cucine elettrogas uso semiprofessionale. Dopo appena tre anni di attività, nel 1975, la STAR contava 340 dipendenti.
Tra le prime aziende sviluppatesi lungo la cosiddetta Inox Valley trevigiana, STAR esportava i suoi prodotti, destinati alla fascia alta di mercato, in Europa e Medio Oriente. Nel 1988, il numero complessivo di apparecchi prodotti dalla ditta veneta fin dal suo avvio raggiunse la soglia di 1 milione di pezzi. Alla fine dello stesso anno, l'azienda sponsorizzò la squadra di calcio dell'Asti TSC per la stagione 1988-89, in cui militava nel girone A del Campionato Interregionale. L'accordo di sponsorizzazione del club piemontese fu reso possibile grazie alla personale amicizia del presidente Michieli con il politico Giovanni Goria, all'epoca presidente onorario del medesimo. In precedenza l'azienda trevigiana aveva sponsorizzato (per due stagioni dal 1986 al 1988) la Vis Pesaro.
Nel 1996, il 30% della STAR venne rilevato dalla Merloni Elettrodomestici di Fabriano. Diversi anni più tardi, nel 2003, il Gruppo marchigiano rilevò per intero la STAR e ne decise la fusione con Philco Italia, e di conseguenza tutte le attività dello stabilimento di Refrontolo confluirono direttamente sotto la direzione della controllante. Nel 2006, la fabbrica di Refrontolo impiegava 254 dipendenti, e successivamente il Gruppo Merloni, divenuto Indesit Company l'anno precedente, ne attuava un ridimensionamento produttivo e di personale, quest'ultimo ridotto a 96 nel 2010, in cui a seguito di un piano di riorganizzazione industriale varato dalla multinazionale di Fabriano, ne veniva decisa la chiusura.